# Mashiroiro Symphony
Mashiro-iro Symphony: Love is pure white (ましろ色シンフォニー -Love is pure white- Mashiro-iro Shinfonī -Love is pure white-?) es una novela visual japonesa para adultos desarrollada por Palette, fue lanzada en Japón el 30 de octubre de 2009 para Microsoft Windows. Mashiro-iro Symphony es noveno título de Palette. El modo de juego de Mashiro-iro Symphony sigue una línea argumental, que ofrece pre-determinados escenarios y difiere depende de las decisiones del jugador, y su argumento se centra en el atractivo de los cuatro personajes femeninos principales.
Mashiro-iro Symphony ha recibido varias adaptaciones a otros medios. Una adaptación del manga ilustrado por Futago Minazuki fue serializada en la revista Comp Ace de Kadokawa Shoten desde noviembre de 2009 a octubre de 2010. Minazuki comenzó una segunda adaptación del manga en la misma revista en abril de 2011. Cuatro adaptaciones a Drama CD titulada Mashiro-iro Symphony Original Drama CD Series y una adaptación de CD de música titulada Mashiro-iro Symphony Original Drama CD Series Sound Portrait fueron publicados por Lantis en 2010. Una adaptación de anime fue producido por Manglobe que se emitió en entre octubre y diciembre del 2011, finalizando con 12 capítulos.

## Argumento
Mashiro-iro nos cuenta la historia de un chico llamado Uryu Shingo quien asiste a una escuela exclusiva para hombres y es elegido como representante para ser transferido al Instituto Yuihime (una escuela exclusiva para chicas) con el fin de que ambas instituciones puedan unirse y formar una escuela mixta. Pero algunas chicas del Instituto Yuihime se rehúsan a la fusión por lo que Shingo y otros elegidos de su escuela deberán encargarse de hacerlas cambiar de opinión. A lo largo de esta historia, Shingo conocerá nuevas amigas e intentara que exista una mutua cooperación entre alumnos de ambos sexos.

## Protagonistas
Shingo Uryū (瓜生 新吾 Uryū Shingo?)
Seiyū: Takahiro Mizushima (Drama CD/anime)
Shingo es el protagonista principal y es un estudiante de segundo año de la Academia Kagamidai. Es muy trabajador y amable. Fue seleccionado como estudiante de prueba, y trasladado a la Academia de Chicas Yuihime a participar en la clase 2-T, la clase de prueba de segundo año. Fue elegido como el representante de la clase. Él rápidamente se hace amigo de varias chicas en la Academia de Chicas Yuihime, aunque Airi no quiere llevarse bien con él o con cualquiera de los otros chicos. Era enfermizo y asmático en su infancia, pero está en buen estado de salud actualmente. Sus padres están ocupados con su trabajo y rara vez se encuentran en casa. Al principio del anime, siente algo por Sena Airi, pero al pasar el tiempo se da cuenta de que a la que de verdad ama es Miu Amaha.
Airi Sena (瀬名 愛理 Sena Airi?)
Seiyū: Nazuna Gogyō (PC), Ryōko Ono (Drama CD/PSP/anime)
Airi es una estudiante de segundo año de la Academia de Chicas Yuihime y es la hija de la directora del establecimiento. Ella siempre obtiene la mejor calificación entre todos los estudiantes de segundo año. Al principio, estaba en contra del proyecto de fusión de las dos escuelas, y rechazó a los estudiantes varones de la Academia Kagamidai, pero ella comenzó a llevarse bien con ellos varias semanas más tarde. Fue elegida la representante de la clase junto con Shingo. Ella nació y se crio en una familia de clase alta en la zona vieja, pero ha vivido sola en un apartamento de bajo precio en el nuevo distrito desde que asistió a la Academia de Chicas Yuihime. Ella vive una vida sencilla y muchas veces va de compras a un supermercado local nombrado "Kume Mart" a comprar comida a un precio razonable, que queda en el nuevo distrito. Siente algo por Shingo, pero después se rinde ya que este no siente nada por ella.
Sakuno Uryū (瓜生 桜乃 Uryū Sakuno?)
Seiyū: Oto Agumi (PC), Mai Gotō (Drama CD/PSP/anime)
Sakuno es la joven hermanastra de Shingo y estudiante de primer año de la Academia Kagamidai. Su padre volvió a casarse con la madre de Shingo hace unos diez años. Ella tiene una personalidad tranquila y es buena en la cocina, pero tiene un escaso sentido de la dirección y a menudo se pierde. Fue seleccionada como estudiante de prueba con su hermano, y trasladada a la Academia de Chicas Yuihime a participar en la clase 1-T, la clase de prueba de primer año. Ella se conoció con Airi en la noche del 30 de septiembre, el día antes de la transferencia. Se convirtió en una amiga de Airi en ese momento. A menudo se va de compras a "Kume Mart". Ella es la más joven pero también la más alta entre los personajes femeninos principales.
Angelina Nanatsu Sewell (アンジェリーナ・菜夏・シーウェル Anjelīna Nanatsu Shīweru?)
Seiyū: Miru (PC), Oma Ichimura (Drama CD/PSP/anime)
Angelina, apodada Ange (アンジェ Anje?), es un estudiante de segundo año de la Academia de Chicas Yuihime. A diferencia de otros estudiantes, ella no usa uniforme escolar, siempre viste un traje de sirvienta. Ella es una "doncella perdida". Está en la clase de Shingo y trata de ayudar en la asimilación de los estudiantes de la Academia Kagamidai. Su padre es japonés y su madre es británica, pero ella solo habla japonés porque nació y creció en Japón. Tiene una personalidad alegre y es muy buena en las tareas domésticas, tales como cocinar y limpiar, pero es débil en temas educativos generales tales como Inglés y Matemáticas. Su comida favorita es "tokoroten". Más tarde se convierte en sirvienta de Shingo, y se refiere a él como "Amo" (Esto en la historia del juego y el quinto episodio del anime).
Miu Amaha (天羽 みう Amaha Miu?)
Seiyū: Risa Matsuda (PC), Noriko Rikimaru (Drama CD/PSP/anime)
Miu es un estudiante de tercer año de la Academia de Chicas Yuihime. Ella vive en una casa cercana a la escuela con su madre y dos gatos. Es la fundadora y presidenta del Club Nuko, un club de la escuela para cuidar diversos animales heridos. Ella trabaja a tiempo parcial de sirvienta en un café llamado "Dolce" para ganar dinero para la actividad del club, ya que el Club Nuko no es un club oficial, por lo que el presupuesto del club no es suministrado por la escuela. Es muy amable y siente algo muy fuerte por Shingo, que al pasar del anime, estos se hacen novios.
Sana Inui (乾 紗凪 Inui Sana?)
Seiyū: Misono Moriya (PC), Mayumi Yoshida (Drama CD/PSP/anime)
Sana es un estudiante de segundo año de la Academia de Chicas Yuihime y amiga de la infancia de Airi. Aunque es un personaje secundario en la versión del juego para PC, ella es un personaje principal en la versión del juego para PSP. Le agrada mucho Miu y está en el Club Nuko. Al principio es amable con los estudiantes varones de la Academia Kagamidai, pero más tarde cambia su actitud, porque a ella realmente no le gustan los chicos, especialmente Shingo, quien a menudo lo llama "Gusano basura" y lo golpea cada vez que lo ve junto a Miu diciendo que él no es lo suficientemente bueno para ella. En el anime, Sana desarrolla sentimientos por Shingo, pero deja de sentir algo por el después de que Shingo y Miu empiezan a salir.En el último episodio se convierte en la nueva presidenta del club Nuko.
Yutsuki Onomiya (小野宮 結月 Onomiya Yutsuki?)
Seiyū: Hiroko Taguchi (PSP)
Yutsuki es un nuevo personaje femenino incluido en la versión del juego para PSP. Ella es una estudiante de segundo año de la Academia de Chicas Yuihime, pero no está en la clase de Shingo. Está en el club de teatro. Es buena en la cocina, pero no es buena en la limpieza. Vive en un santuario con sus padres y su abuela. En el anime, ella aparece en el último episodio y se convierte en una nueva miembro del Club Nuko.

## Medios

### Manga
Mashiro-iro tuvo tres adaptaciones al manga, ilustrados por el mangaka japonés Minazuki Futago, que fue serializado en la revista de manga Comp Ace.

### Anime
Una adaptación al anime de 12 capítulos fue producida por Manglobe, bajo la dirección de Eiji Suganuma, con el nombre de Mashiro-iro: sinfonía de colores (ましろ色シンフォニー). Fue emitido desde el 5 de octubre al 21 de diciembre de 2011 en TV Aichi.

## Banda sonora
El anime cuenta con 3 temas musicales:
- OPENING: "Authentic Symphony" por Choucho

- ENDING 1:"Suisai Candy" por Marble

- ENDING 2 (exclusivo del capítulo 12):  "Sayonara Kimi no Koe"  por  Aki Misato